# Chrysotoxum radiosum
Chrysotoxum radiosum är en tvåvingeart som beskrevs av Shannon 1926. Chrysotoxum radiosum ingår i släktet getingblomflugor, och familjen blomflugor. Inga underarter finns listade i Catalogue of Life.